# 顧起鳳
顧起鳳（1583年—？年），原名顾汝绍，字羽王，號醒石，直隸應天府江寧縣民籍蘇州府崑山縣人，明朝政治人物。

## 生平
萬曆三十七年（1609年）己酉應天府鄉試第三十六名舉人，萬曆三十八年（1610年）庚戌科會試二百十八名，三甲一百六名進士。户部观政，三十九年母喪守制，四十一年授大理寺左評事，四十三年主考四川乡试，四十四年陞工部虞衡司主事，次年升員外郎，四十六年出爲浙江嘉興府知府。天啓二年（1622年）七月升湖廣按察司副使，八月改任提学副使，五年正月以病致仕回籍。

## 家族
曾祖顧效。祖顧雷，封承德郎刑部主事，贈中憲大夫湖广襄阳府知府。父顧國輔，甲戌進士、中憲大夫浙江按察司副使；母王氏（累封恭人）。慈侍下。
兄顧起元，戊戌會元、探花，南京国子监祭酒，官至吏部侍郎。弟顾起南（庠生）；顾起貞（廩生）。子顾肇昆（庠生）；顾茂昆；顾秀昆；顾申昆。